# آن دونوفان
آن دونوفان (بالإنجليزية: Anne Donovan) مواليد 1 نوفمبر 1961 في نيوجيرسي، هي لاعبة كرة سلة أمريكية معتزلة تحولت إلى التدريب بعد الاعتزال. شاركت في دورة الألعاب الأولمبية الصيفية سنة 1984. دخلت قاعة نايسميث التذكارية لمشاهير كرة السلة.

## الميداليات
| الميدالية | المسابقة                           |
| --------- | ---------------------------------- |
| ذهبية     | الألعاب الأولمبية الصيفية 1984     |
| ذهبية     | الألعاب الأولمبية الصيفية 1988     |
| ذهبية     | دورة الألعاب الأمريكية 1983        |
| ذهبية     | دورة الألعاب الأمريكية 1987        |
| ذهبية     | الألعاب الأولمبية الصيفية 2008     |
| برونزية   | كأس العالم لكرة السلة للسيدات 2006 |
| ذهبية     | الألعاب الأولمبية الصيفية 2004     |
| ذهبية     | كأس العالم لكرة السلة للسيدات 2002 |
| ذهبية     | كأس العالم لكرة السلة للسيدات 1998 |

## روابط خارجية
- آن دونوفان على موقع الاتحاد الدولي لكرة السلة (الإنجليزية)
- آن دونوفان على موقع كلية كرة السلة في سبورتس رفرنس.كوم (الإنجليزية)
- آن دونوفان على موقع قاعة مشاهير كرة السلة للسيدات (الإنجليزية)
- آن دونوفان على موقع سبورتس رفرنس (الإنجليزية)
- آن دونوفان على موقع كلية كرة السلة في سبورتس رفرنس.كوم (الإنجليزية)
- آن دونوفان على موقع سبورتس رفرنس (الإنجليزية)
- آن دونوفان على موقع اللجنة الأولمبية الدولية (الإنجليزية)
- آن دونوفان على موقع أوليمبيديا (الإنجليزية)
- آن دونوفان على موقع قاعة فرجينيا للمشاهير الرياضية (الإنجليزية)